# Knie, Ohr, Nase
Knie, Ohr, Nase (engl. „Kneesy, Earsy, Nosey“) ist ein kleines Geschicklichkeitsspiel, welches allein ohne jegliche Hilfsmittel durchgeführt werden kann.

## Herkunft
Erfunden wurde dieses Spiel im Laurel-und-Hardy-Film Hände hoch – oder nicht (1933, Originaltitel The Devil’s Brother). Hier zeigt Stan Laurel seinem Filmpartner Oliver Hardy das Geschicklichkeitsspiel. Insbesondere von Kindern und Jugendlichen wurde das Spiel nachgemacht und erreichte in den folgenden Jahrzehnten große Popularität. Heute wird es häufig als Geschicklichkeits- oder Konzentrationsspielchen verwendet.

## Durchführung
In sitzender Position erfolgt ein Schlag mit beiden Handflächen auf die Knie, danach fasst man sich gleichzeitig mit einer Hand an die Nase und mit der anderen Hand an das gegenseitige Ohr, hierbei überkreuzen automatisch die Unterarme. Anschließend erfolgt wieder der Schlag auf die Knie mit beiden Händen und danach wieder der Griff an Nase und Ohr, allerdings diesmal seitenverkehrt. Danach beginnen die Handlungen wieder von vorn. Obwohl beim Zusehen der Handlungsablauf sehr einfach erscheint, ist die Durchführung für eine ungeübte Person fast unmöglich. Erst einiges Üben ermöglicht einen fehlerfreien Versuch. Dies wird auch in Hände hoch – oder nicht deutlich, wo Stan Laurel seinen Filmpartner Oliver Hardy und später den Wirt der Herberge (Henry Armetta) damit zur Verzweiflung bringt.
Die korrekte Reihenfolge, und auch im Film so genannt, ist „Kniechen - Näschen - Öhrchen“.